# Островский, Зельман Соломонович
Зельман (Зальман, Зиновий, Зяма) Соломонович (Григорьевич) Островский, псевдонимы «Товарищ Зяма», «Хавер Зяма» (1882 — после 1938) — российский, украинский и советский политический деятель еврейского происхождения, стоял у истоков еврейской коммунистической партии «Поалей Цион», впоследствии работал в РКП(б).

## Биография
До революций 1917 года работал директором сиротского дома Моисея и Полины Карпас в Екатеринославе. Был членом Еврейской социал-демократической рабочей партии «Поалей Цион» и председателем её организации в этом городе. В 1917 избирается членом Украинской Центральной рады по квоте для национальных меньшинств. В августе 1919 на партийной конференции в Гомеле выступил как один из соучредителей Еврейской коммунистической партии «Поалей Цион». Впоследствии перешёл в РКП(б) и работал в секретариате президиума Всероссийского центрального исполнительного комитета. В 1938 арестован НКВД, после высылки на этап его судьба неизвестна.